# Il-Qrendi
Il-Qrendi (engelska: Qrendi) är en ort och kommun i republiken Malta. Den ligger i den södra delen av landet, 9 kilometer sydväst om huvudstaden Valletta. I kommunen finns akvedukten Fawwara Aqueduct  och slukhålet Il-Maqluba.